# فرط هوموسيستين الدم
فرط هوموسيستين الدم، هو حالة طبية تتميز بارتفاع مستوى الهوموسيستين في الدم، ويكون عادةً أكثر من 15 ميكرولتر/ لتر.
قد يؤدي عوز فيتامين ب 6 وحمض الفوليك (فيتامين ب 9) وفيتامين ب 12 إلى ارتفاع مستويات الهوموسيستين نتيجة التفاعلات الكيميائية الحيوية التي يشارك فيها.
يعالج فرط هوموسيستين الدم عادةً بالمكملات الغذائية الحاوية على فيتامين ب 6 وفيتامين ب 9 وفيتامين ب 12. يعتبر فرط هوموسيستين الدم أحد عوامل الخطر المسببة لأمراض القلب والأوعية الدموية. وبشكل عام، لا تحسن المكملات الغذائية الحاوية على تلك الفيتامينات من إنذار الأمراض القلبية والوعائية التي يسببها المرض.

## العلامات والأعراض
ترتبط المستويات المرتفعة من الهوموسيستين بعدد من الحالات المرضية.

### الخطورة القلبية والوعائية
يصنف ارتفاع الهوموسيستين من العوامل المؤهبة المعروفة لأمراض القلب والأوعية الدموية والخثار. يرتبط المرض بالبيلة الألبومينية الزهيدة، وهي مؤشر قوي لتطور أمراض القلب والأوعية والكلية في المستقبل. يتحلل الهوموسيستين ويمنع تشكيل المكونات الهيكلية الرئيسية الثلاث للشرايين، وهي: الكولاجين والإيلاستين والبروتيوغليكان. يحطم الهوموسيستين -في البروتينات- جسور ثنائي كبريتيد السيستين وبقايا أحماض اللايسين الأمينية بشكل دائم، وهذا بدوره يؤثر على الهيكل والوظيفة.

### الأمراض العصبية النفسية
تربط بعض الأدلة ارتفاع مستويات الهوموسيستين بالخرف الوعائي ومرض الزهايمر. تدعي الأدلة أيضًا أن ارتفاع مستويات الهوموسيستين وانخفاض مستويات فيتامين ب 6 وب 12 من عوامل الخطر المؤهبة للضعف الإدراكي المعتدل والخرف. قد يلعب الإجهاد التأكسدي الناجم عن الهوموسيستين دورًا في مرض الفصام.

### صحة العظم
ارتبط ارتفاع مستوى الهوموسيستين بزيادة الكسور لدى كبار السن. يتأكسد الهوموسيستين تلقائيًا ويتفاعل مع الوسائط الأكسجينية التفاعلية، وهذا يؤدي إلى إتلاف الخلايا البطانية وزيادة خطر تكون الخثرات.

### انتباذ العدسة
تعد البيلة الهوموسيستينية ثاني أشيع سبب لانتباذ العدسة الموروث. تعتبر بيلة الهوموسيستين اضطراب أيضي صبغي جسدي متنحي ينجم عن الغياب شبه التام لإنزيم السيستاثيونين ب-سينثيتاز. يرتبط المرض بعدة اضطرابات كالإعاقة الذهنية وهشاشة العظام وتشوهات الصدر وزيادة خطر الإصابة بالنوبات الخثارية. يعاني نحو 90% من المرضى من خلع العدسة، ويعتقد أنه ينجم عن انخفاض ترابط النطيقة الناتج عن الخلل الأنزيمي. يكون خلع العدسة في البيلة الهوموسيستينية ثنائيًا، ويحدث في الاتجاه السفلي أو الأنفي في 60% من الحالات.

## التشخيص
يمكن إجراء اختبار دموي لمعرفة إجمالي تركيز الهوموسيستين في البلازما مع مراعاة ارتباط نحو 80% منه بالبروتين بشكل عام. يصنف فرط هوموسيستين الدم بحسب تركيزه في المصل على النحو التالي:
- خفيف: 15- 30 نانومول/ مل (أو ميكرولتر/ لتر).
- متوسط: 30- 100 نانومول/ مل.
- شديد: > 100 نانومول/ مل.

يمكن استخدام تحدي تحميل الميثيونين الفموي قبل عدة ساعات من القياس الكمي لتركيز الهوموسيستين في الدم، وذلك في حال لم يكن تركيز الهوموسيستين مرتفعًا مع شك سريري قوي بالمرض. يرفع تحدي تحميل الميثيونين الحساسية للاضطرابات الهامشية في استقلاب الهوموسيستين.
يوصى أحيانًا بالصيام لمدة 10 ساعات قبل قياس مستويات الهوموسيستين في الدم، ولكن لا يعتبر ذلك ضروريًا للتشخيص.